# Siddharta (romanzo)
Siddharta (nell'ultima edizione Adelphi Siddhartha, come il titolo originale tedesco) è un romanzo dello scrittore tedesco Hermann Hesse edito nel 1922.
Considerato dallo stesso Hesse come un "poema indiano", il romanzo presenta un registro molto originale che unisce lirica ed epica, ma anche narrazione e meditazione, elevazione e sensualità. Il romanzo è ispirato liberamente alla vicenda biografica del Buddha, Siddhartha Gautama, anche se il Siddharta protagonista non è il Buddha storico, il quale compare nel libro come personaggio secondario sotto il nome di Gotama, ma un personaggio di fantasia che rappresenta «uno dei tanti Buddha potenziali».
Il successo del libro arrivò un ventennio dopo la pubblicazione e sulla scia del Premio Nobel conferito ad Hesse nel 1946, e fu frutto soprattutto dei giovani che fecero della figura di Siddharta un compendio dell'inquietudine adolescenziale, dell'ansia di ricerca di se stessi, dell'orgoglio dell'individuo davanti al mondo e alla storia, accomunati in un rifiuto senza appello.  Il libro ebbe poi un periodo di rinnovato successo anche nel corso degli anni sessanta e settanta, alimentato anche dall'interesse che una parte del mondo giovanile e artistico dell'epoca aveva per la cultura orientale e indiana in particolare.
Siddharta fu tradotto in italiano da Massimo Mila durante gli anni della Resistenza, e fu pubblicato nel 1945 dall'editore Frassinelli.
Nel 1972 ne venne realizzato un adattamento cinematografico diretto da Conrad Rooks.

## Trama
(Siddharta, traduzione di Massimo Mila, edizione Adelphi, collana Piccola Biblioteca, 1973-2011, pag. 190)
Il libro narra la vita del giovane indiano Siddharta. Siddharta nasce in una benestante famiglia della casta dei brahimi, sacerdoti indiani che dedicano la vita alla celebrazione del culto religioso mediante preghiera e sacrifici agli dèi. In questo ambiente, Siddharta si distingue tra i brahimi per la precisione e puntualità nelle pratiche rituali, ma ben presto la sua necessità di ricerca prevale ed egli comunica al padre l’intenzione di abbandonare il culto: così inizia un viaggio di ricerca e liberazione dal proprio “Io”. Affiancato dall'inseparabile amico d'infanzia Govinda, per il quale egli rappresenta un punto di riferimento e del quale segue fedelmente ogni passo, decide di recarsi presso la comunità dei "Samana", asceti che vivono di poco o nulla, esperti nell’arte della meditazione e del digiuno, attraverso i quali i due imparano a penetrare tutto ciò che li circonda: animali, alberi, pietre, perfino una carogna, temporaneamente sottraendosi al proprio “Io”.
Dopo alcuni anni, esperto ormai nelle tecniche Samana, il desiderio di ricerca prevale nuovamente e conduce Siddharta ad abbandonare la comunità: egli ormai ha compreso che le tecniche apprese liberano solo temporaneamente dall’Io da cui egli fugge, e sempre lì, al termine, egli torna. Lui e Govinda decidono di partite e presto incontrano il Buddha Gotama. Essi sono estasiati dalla sua figura. Govinda frettolosamente ritiene questa la meta del loro cercare: unirsi al suo culto. Preso dall’impeto, perciò, comunica la sua intenzione, e si aspetta che Siddharta lo segua. Non è così,  pur rispettando e comprendendo quella dell’altissimo egli deve cercare la propria via, Siddharta ormai ha capito, non passa per le parole di una dottrina comunicata da qualcun altro ma dalla propria esperienza. Ormai è troppo tardi, nella disperazione di Govinda, le strade dei due si separano. Dopo un colloquio con il santissimo Gautama, Siddharta comprende che quell’Io di cui cercava a tutti i costi di liberarsi per sottrarsi dal dolore, era l’oggetto di tutte le sue meditazioni, di tutti i suoi sforzi, dunque il centro della sua attenzione. Capisce dunque di non aver percorso la via giusta, ma che l’unico modo per prevalere su di esso fosse viverlo e comprenderlo. Egli decide dunque di cambiare strada, è “risvegliato” e sta compiendo i primi passi di una nuova vita che va vissuta appieno. Rimane quindi solo e nullatenente, ripudiato da se stesso, deciso però a conoscere il proprio io. Giunge in una città dove vede per la prima volta la bella e ricca cortigiana Kamala. Abbandonati i poveri abiti e sistematosi nell’aspetto, egli riesce ad ottenere da lei un colloquio e in poco tempo riesce a incontrarla. Nelle residenze di Kamala i due passano molto tempo a discorrere e diventano in breve tempo confidenti e poi amanti. Tramite Khamala, Siddharta conosce un mercante, Kamaswami, che lo assumerà come aiutante e del quale trarrà beneficio per la lungimiranza e pazienza di Siddharta. In questo modo il protagonista si arricchisce in denaro e conoscenze e compra addirittura una lussuosa residenza. Egli diventa un ricco signore che per anni vive la vita del lusso circondato da piaceri, in particolare cibo, vino, donne e gioco d’azzardo. Questa vita così diversa, inizialmente non dispiace all’ex Samana, ma in seguito lentamente egli si accorge di come essa lo stia “avvelenando” e intorpidendo e di come il suo animo stia diventando sempre più stanco. Dopo anni passati con Kamala, Siddharta, ormai non più ragazzo, si dispera, capisce il suo errore e scappa. Kamala è abbandonata dall'uomo che ama e da cui sa di non essere amata porta in grembo un figlio destinato a chiamarsi come il padre.
Anche senza dichiararlo apertamente, l'autore lascia intendere che Siddharta incontrerà il figlio. Questo succederà solo dopo un lungo periodo di transizione dell'ormai uomo Siddharta che, dilaniato dai rimorsi per il suo stile di vita degli ultimi anni, ipotizza per sé il suicidio come forma estrema di purificazione. Ma il caso, forse il destino, lo aiuta: prima desiste dal suo intento grazie alla meditazione dell'Om, poi incontra Govinda divenuto monaco buddhista. L'amico subito non lo riconosce, anzi si ferma pensando di aiutare uno sconosciuto. L'incontro tra i due è toccante, ma quando si separano si ha di nuovo la sensazione che si rivedranno. Siddharta ha ritrovato un motivo di vita e cerca una nuova strada, che trova sulle sponde dello stesso fiume nel quale pensava di porre fine alla sua vita.
A quel punto si imbatte in un barcaiolo Vasudeva che insegna al ragazzo l'essenza dell'acqua, mostrandogli il proprio spirito, come se il fiume fosse un'entità viva, da ascoltare. Vasudeva, vive umilmente in una capanna ed è un grande ascoltatore. Egli condivide con Siddharta l'idea che il fiume sia vivo, che parli, che insegni ad ascoltare, a porger l'orecchio con serenità di cuore, con l'anima aperta, in attesa, senza passione, senza desiderio, senza giudicare. Siddharta decide di rimanere con Vasudeva e da costui imparerà molto, anche durante i lunghi silenzi. Un'altra scena toccante si ha con il passaggio di Kamala che è in viaggio per trovare Gotama, il Buddha ormai morente; con lei c'è il piccolo Siddharta. Un serpente morde la madre, il piccolo piange e richiama l'attenzione del padre che, riconosciuta la donna, cerca di aiutarla, ma tutto è inutile: ora Siddharta ha un figlio da crescere.
Come in tutti i romanzi c'è l'antagonista dell'eroe, ma è un paradosso: di Siddharta è lo stesso figlio. Il giovane ragazzo è ribelle, non lavora, si annoia, non vuole imparare: totalmente il contrario del padre. Egli gli manca di rispetto e non lo riconosce. Dopo anni di sofferenza, il figlio scappa e Siddharta è costretto a lasciarlo andare: sono troppo diversi per poter convivere. Questo episodio induce Siddharta a pensare a quando anche lui aveva abbandonato suo padre e al dolore che gli aveva sicuramente procurato. Ascoltando la voce del fiume, tuttavia, il dolore di Siddharta si placa gradualmente e l'uomo ottiene una maggiore comprensione del mondo e di se stesso che arriverà al culmine con l'illuminazione.
Vedendo che finalmente l'amico ha raggiunto la sua meta, anche il vecchio barcaiolo lascia Siddharta, recandosi nella foresta. E qui si chiude il libro, nel rincontro di Siddharta e Govinda, ormai vecchi, vissuti, sapienti. L'amico ancora una volta non riconosce Siddharta, invecchiato, cambiato. Si raccontano le loro vite, ma soprattutto Govinda chiede all'amico quale sia, dopo tutti questi anni, la sua filosofia e Siddharta attua un monologo in cui esprime il suo insegnamento morale, come una lezione di vita su come giudicare per essere giudicati, su come cercare la conoscenza e su come anche il più puro degli uomini si possa ritrovare nel peccato. Alla fine Govinda si accorge, con una sorta di visione, che Siddharta è anch'egli un buddha, ed è ormai unito all'ātman (l'anima del mondo), avendo raggiunto il nirvana in vita, come il suo maestro Gotama (e il barcaiolo Vasudeva). Il romanzo termina con un profondo inchino di rispetto di Govinda verso Siddharta.

## Genere e ambientazione

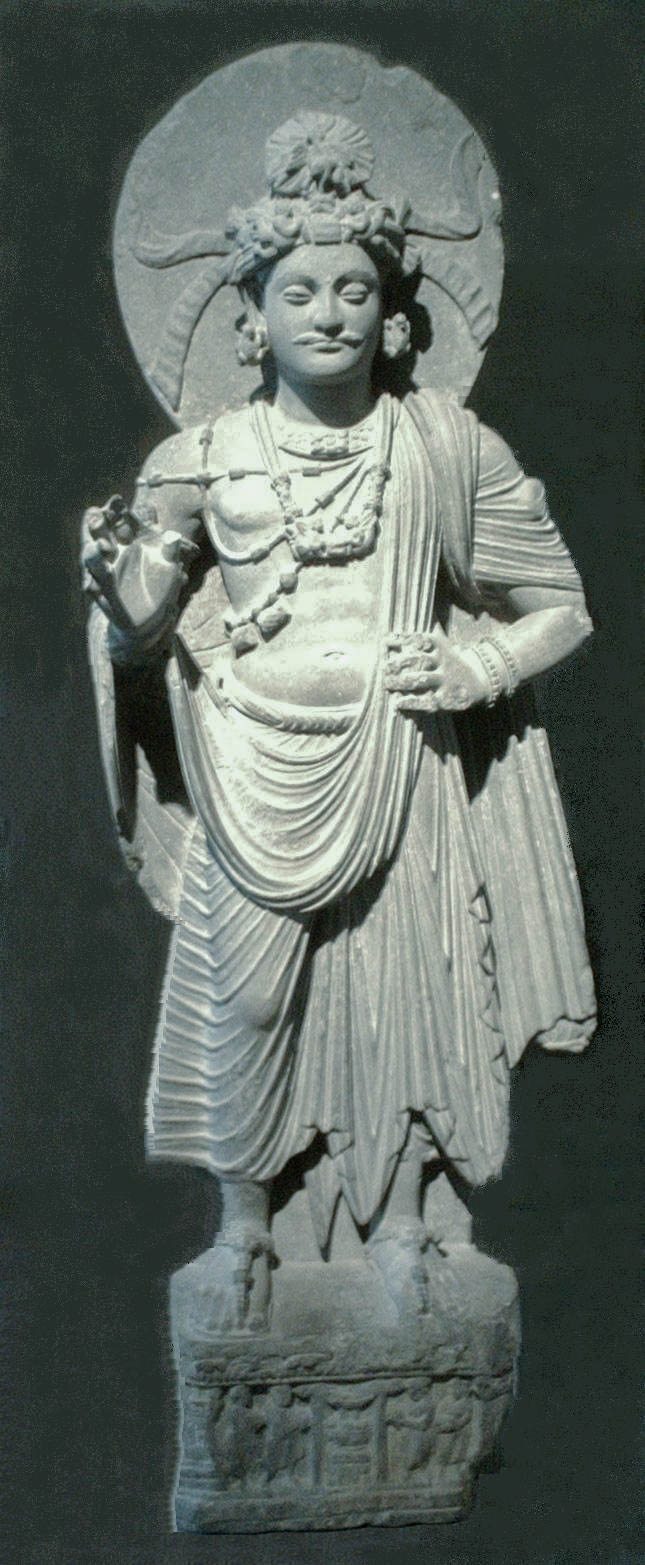
Statua di Siddhartha Gautama (Buddha), raffigurato come bodhisattva

È un romanzo di formazione. Le vicende si svolgono in India, l'autore però non si sofferma sulla descrizione dei luoghi, e non si sa nulla di Siddharta, tranne il fatto che è figlio di un brahmino. Si riesce a capire in che paese si svolgono le vicende soltanto grazie ai caratteristici nomi propri di città e persona.
Le dottrine che fanno da sfondo al romanzo (oltre al pensiero di Schopenhauer e a quello di Henri Bergson) sono l'induismo (in particolare l'ascetismo in stile sadhu e il brahmanesimo) e il buddhismo, sia nella sua forma originale (oggi chiamata theravada) tramite la figura del Buddha , sia in una forma propria elaborata del protagonista, quale la illustra a Govinda nel capitolo finale e che è assai simile al buddhismo insegnato da Nāgārjuna secoli dopo l'epoca del Buddha:
(Siddharta nel capitolo Govinda)
(Nagarjuna)
Siddharta ricorda anche la figura del pratyekabuddha o buddha solitario; anche se conosce il Buddha, non lo segue e diventa Buddha da sé, senza avere discepoli o codificare una dottrina.
Hesse stesso però esprimerà la sua personale preferenza per alcune forme del variegato induismo, in quanto, come Siddharta, sostiene che per superare il mondo e comprendere l'unità del Tutto bisogna prima conoscerlo a fondo, mentre il buddhismo appare a lui troppo rinunciatario. Sul romanzo è riconosciuta anche l'influenza di Nietzsche (specie i concetti di eterno ritorno e amor fati), che Hesse lesse attentamente in gioventù.

## Personaggi e descrizioni
Il protagonista è Siddhartha, un uomo che, per tutta la vita, è tormentato da dubbi esistenziali; soltanto alla fine troverà la liberazione.
Come personaggi secondari, troviamo:
- Govinda, fratello unilaterale (è figlio dello stesso padre ma di madre diversa) e migliore amico di Siddharta, animato da una grande devozione nei suoi confronti; lo abbandonerà in seguito all'Incontro con Gotama, il Buddha, del quale si farà discepolo.
- Kamala, una ricca, bella ed intelligente cortigiana con cui Siddharta condivide le gioie dell'amore; il suo palazzo è circondato da un vasto "giardino di delizie".
- Kamaswami, un potente mercante, che offre un impiego di prestigio a Siddharta e gli permette di arricchirsi.
- Vasudeva, un vecchio barcaiolo, con cui Siddharta trascorrerà alcuni anni. È un uomo molto saggio che, ascoltando il fiume, ha trovato la pace.

## Edizioni italiane
- Siddharta, traduzione di Massimo Mila, Torino, Frassinelli, 1945.
- Siddharta, traduzione di Massimo Mila, Collana Piccola Biblioteca n.32, Milano, Adelphi, 1975, ISBN 978-88-459-0184-3.
- Siddhartha, traduzione di Massimo Mila, con un Apparato critico, documentale e fotografico, Collana Biblioteca n.594, Adelphi, 2012, ISBN 978-88-459-2716-4.